# Ajuntament de Roquetes
L'Ajuntament de Roquetes és un edifici del municipi de Roquetes (Baix Ebre) inclòs en l'Inventari del Patrimoni Arquitectònic de Catalunya.

## Descripció
Edifici de l'Ajuntament i d'habitatge. És de planta rectangular. Presenta planta baixa i tres pisos, amb coberta a dues aigües. Les dues façanes laterals presenten la mateixa organització amb finestres rectangulars que tenen senzill emmarcament, que a la planta baixa es limita únicament a la part superior d'aquelles i estan tots ells interconnectats. La façana principal presenta un lleuger encoixinat en franges horitzontals, tant a la planta baixa com als tres pisos superiors, així com sobris emmarcaments per a les finestres. Verticalment està dividida simètricament en funció d'un eix central que coincideix amb la porta principal (en forma d'arc triomfal, amb notables motius ornamentals de caràcter vegetal, amb l'escut de la ciutat, i la data d'inauguració als timpans o carcanyols d'aquest arc). Cal destacar el reforçament de l'eix central de simetria amb la banda vertical amb finestres que corre des de la porta fins a la cornisa superior. El material bàsic és el maó (encara que en certes parts es troben aquest material combinat amb la pedra). L'interior està distribuït en funció de l'espai rectangular per l'escala central.

## Història
La construcció original contenia l'Ajuntament, l'Escola Municipal i la casa per als mestres d'aquella. Mantindria de l'Escola fins a la dècada dels anys 1930, moment en què fou traslladada al nou edifici.L'Ajuntament i la casa dels mestres es va mantenir.
Als anys vuitanta el primer pis encara era seu de l'Ajuntament, mentre a la planta baixa té les oficines de la Cambra Agrària i del Jutjat, i als pisos segon i tercer combina habitatges particulars, magatzem i sala de reunions de l'Ajuntament.